# Brassó városrészei
A 253 ezer lakosú Brassó városa 15 620 hektáron terül el, és a jelenlegi adminisztratív felosztás szerint 14 városnegyedre (románul: cartiere) van felosztva.

## Várostörténet
Brassó területe már a neolitikum óta lakott volt. A Cenken, a Salamon-kőnél, a Rakodó-völgyben, és a Főtér közelében több évezredes várromokat és leleteket tártak fel.
Az első településmagok a 13. század körül alakultak ki a mai Óbrassó (Altstadt) területén, a Fortyogó-hegy és a Fellegvár-domb környékén. A 14. század folyamán a lakosság fokozatosan a Cenk és a Bácsél (Raupenberg) közötti védett völgybe húzódott, ahol várfalakkal körülvett várost építettek (a későbbi Újbrassó, mely ma a Belváros részét képezi). Ugyanebben az időben a Köszörű-patak völgyében kialakult a főként románok által lakott Bolgárszeg, a Fellegvár-dombtól keletre pedig a főként székelyek által lakott Bolonya.
Kezdetben a várost úgynevezett tizedekre és századokra osztották (tíz, illetve száz háztartásból álló egységek), majd a 15. század felén négy adózási fertályt (negyedet) határoztak meg: Quartale Catharinae (a vár nyugati részén), Quartale Corporis Christi (a déli részén), Quartale Portica (a keleti részén), és Quartale Petri (az északi részén). A negyedek nemcsak a városerődre, hanem a környékre is vonatkoztak; például Bolgárszeg a Catharinae és Corporis Christi, Bolonya a Portica fertályhoz tartozott. A városban kisebb adminisztratív egységek is működtek: az úgynevezett szász szomszédságok, melyek egyenként pár tucat háztartást tömörítettek.
A 18. században említik először a Keresztényhavas északkeleti főgerincének lábánál elhelyezkedő, főleg románok által lakott Derestyét és a várostól északra levő Méhkerteket, melyeket a népszámlálások általában Bolonyához sorolnak.
Az 1800-as években Brassó iparvárossá kezdett fejlődni. Bolonya negyedben számos malom és gyár épült, és itt haladt át a város első vasútvonala. Ugyanekkor épültek az első villák a későbbi Noa-negyed területén. A 20. század elején az ipari létesítmények egészen Derestyéig és a Száraz-Tömösig terjeszkedtek.
Egészen a 19. század végéig a házakat sorra számozták a városban, utcától és városrésztől függetlenül. 1887-ben a városvezetés bevezette az utcák szerinti számozást; ugyanekkor háromnyelvű (magyar, német, román) utcanévtábákat helyeztek el. A táblák kerete Újbrassóban fekete, Óbrassóban zöld, Bolgárszegen piros, Bolonyában kék volt.
1943-ban az amerikai bombázás elpusztította a város iparának nagy részét. A kommunista hatalomátvétel után erőltetett iparosítás vette kezdetét; a legnagyobb létesítmények a Steagul Roșu teherautógyár és az Uzina Tractorul Brașov traktorgyár voltak. Brassó lakossága néhány évtized alatt négyszeresére nőtt, így az iparvállalatokkal párhuzamosan panelházakból álló lakótelepek is épültek. Az 1960–70-es években felépült az Astra és a Tractorul, majd az 1980-as években az új városközpont, a Kreiter, a Noa, a Rakodó, és a Triaj panelrengetegei.
Az 1990-es években az ipar összeomlása az emberek elvándorlását és néhány városnegyed (főleg a Tractorul, Kreiter) hanyatlását vonta maga után. A gyárkomplexumok helyét átvették a kereskedelmi létesítmények, vállalkozások, irodaépületek, bevásárlóközpontok.
A 21. század elején Brassó észak felé kezdett terjeszkedni: Óbrassótól északra lakótelepek és ipari létesítmények épültek (Bertalan-észak negyed).
A város fejlődése több régi városrész pusztulását vonta maga után. Az egykori Derestyéből mára csak a templom és pár utca maradt, területén gyárak és a közelmúltban hipermarketek épültek. Bolonya és Noa területének nagy része szintén a kommunista iparosításnak, majd később a kapitalizmusnak esett áldozatul.

## Jelenlegi városnegyedek

### Adminisztratív felosztás
Brassó területe 14 városnegyedre van felosztva.
| Hivatalos név    | Magyar elnevezés | Lakosság | Leírás |
| ---------------- | ---------------- | -------- | --- |
| Astra            | Astra            | 76 300   | Zsúfolt panelnegyed, a lakosság több mint egynegyedének ad otthont                                        |
| Bartolomeu       | Bertalan         | 13 421   | Magába foglalja a történelmi Óbrassót és a tőle nyugatra elterülő iparnegyedeket                          |
| Bartolomeu Nord  | Bertalan-észak   | 15 592   | Az E68 főúttól északra, rendszertelenül beépítve lakótelepekkel (Avantgarden) és ipari létesítményekkel   |
| Centrul Nou      | Új városközpont  | 53 369   | A város központjában elhelyezkedő, a régi Bolonyát, az állomást, és új panelnegyedeket felölelő negyed    |
| Centrul Vechi    | Belváros         | 9972     | A középkori városerőd és az attól északra elterülő Postarét és Fellegvár környéke                         |
| Est Zizin        | Zajzon-kelet     | 6121     | A város keleti részén elhelyezkedő ipari parkok és panelnegyed                                            |
| Florilor-Kreiter | Florilor-Kreiter | 30 447   | Vegyesen kertesházakból és panelekből álló negyed a vasút mellett                                         |
| Noua-Dârste      | Noa-Derestye     | 19 334   | Brassó határán levő heterogén városrész panelnegyedekkel, hipermarketekkel, kikapcsolódási lehetőségekkel |
| Poiana Brașov    | Brassópojána     | 391      | Téli üdülőközpont a városközponttól 12 kilométerre                                                        |
| Prund-Șchei      | Bolgárszeg       | 8441     | A Köszörű-patak völgyében, a városerődtől délkeletre elhelyezkedő történelmi városrész                    |
| Stupini          | Méhkertek        | 3314     | Egykoron önálló falu a városközponttól 9 kilométerre                                                      |
| Tractorul        | Traktor          | 26 899   | Munkásnegyedként alakult ki a traktorgyár mellett                                                         |
| Triaj-Hărman     | Tömös-Triaj      | 6958     | A vasúti rendezőpályaudvar mellett épített, elszigetelt panelnegyed                                       |
| Valea Cetății    | Rakodó           | 21 000   | Két hegyvonulat között elhelyezkedő, luxus panelnegyed                                                    |

Az alábbi térképen a városnegyedek hivatalos nevei szerepelnek. A színezés a népességet jelöli (az Astra-negyed a lakosság 26,2%-ának ad otthont, míg Brassópojána csak 0,1%-nak).
| Prund-Șchei Centrul Vechi Centrul Nou Bartolomeu Bartolomeu Nord Valea Cetății Astra Tractorul Florilor- Kreiter Triaj-Hărman Est Zizin Noua-Dârste Poiana Brașov Stupini |

### Városrészek
Informálisan Brassót az alábbi városrészekre osztják. A sárga árnyalatok a történelmi, a kékek az új városrészeket jelölik. Méhkertek és Brassópojána nincs feltüntetve.
| Groaveri Porond Bolgárszeg Vár Fellegvár Óbrassó Bolonya Răsăritului Gespreng Bertalan Traktor Griviței Centrul Civic Gării Caragiale Rakodó Temelia Astra Florilor Kreiter Tömös- Triaj Zajzon-kelet Noa Derestye Cenk volt traktor- gyár teherautó- gyár |